# Maučec
Maučec je priimek več znanih Slovencev:
- Feri Maučec (1934-2003), nogometaš, trener, športni delavec, novinar, publicist
- Franc Maučec (*1977), hokejist na travi
- Jože Maučec (1907-1972), geograf in zgodovinar, šolnik, kulturni in turistični delavec, publicist, pobudnik kurentovanja na Ptuju
- Jožica Maučec Zakotnik (*1955), zdravnica in političarka
- Klara Maučec (*1977), jadralka
- Marjan Maučec (*1959), poslovnež in politik
- Matija Maučec (1906-1997), zgodovinar, geograf